# Cantabri

Mappa della Cantabri nel I secolo a.C.

I Cantabri erano un'antica confederazione di 11 tribù celtiche che viveva sulla costa settentrionale della Spagna nella zona montuosa oggi conosciuta come comunità autonoma di Cantabria. 
Popolo fiero e bellicoso, a lungo sconfisse le legioni romane. Le prime apparizioni dei Cantabri sulla scena storica sono nel contesto delle prime guerre in Iberia, dove servirono come mercenari (sono menzionati nell'esercito di Annibale durante la seconda guerra punica. Combatterono con i Vaccei nel 151 a.C., aiutarono a spezzare l'assedio romano di Numanzia e si pensa che ci fossero elementi cantabrici anche nell'esercito di Quinto Sertorio. Nella sua Guerra gallica Gaio Giulio Cesare descrive come Crasso sconfisse un esercito di Cantabri e Aquitani. Inoltre, secondo i Commentarii de bello civili di Gaio Giulio Cesare, ci furono Cantabri anche nella battaglia di Lerida del 49 a.C.
I Cantabri furono sottomessi definitivamente da Agrippa e Augusto, che vi partecipò personalmente, con una serie di campagne militari conosciute come guerre cantabriche (29-19 a.C.), e che terminarono con il loro parziale annientamento. Si ebbe così la definitiva sottomissione della Spagna e il loro territorio entrò a far parte della Spagna Tarraconense, alla quale Roma concesse alcune misure di autogoverno. La popolazione si andò gradualmente romanizzando, ma non si sviluppò mai una florida comunità racchiusa in città e la regione non fu menzionata molte volte in successive fonti storiche. I Cantabri furono spesso arruolati come truppe ausiliarie.